# بتی مک‌کینون
بتی مک‌کینون (انگلیسی: Betty McKinnon; ۱۳ ژانویهٔ ۱۹۲۵ – ۲۴ ژوئن ۱۹۸۱) ورزشکار دو و میدانی اهل استرالیا بود.